# Затоківка бура
Затоківка бура (Zosterops brunneus) — вид горобцеподібних птахів родини окулярникових (Zosteropidae). Ендемік Екваторіальної Гвінеї.

## Таксономія
Раніше буру затоківку поміщали до роду Затоківка (Speirops), однак цей рід був розформований, а всі види, які включали в нього, були переведені до роду Окулярник (Zosterops).

## Опис
Довжина птаха становить 13-13,5 см, вага 14-18,5 г. Тім'я темно-коричневе, верхня частина тіла коричнева, крила темно-коричневі з рудуватими краями. Потилиця і задня частина шиї рудуваті, щоки і скроні сірувато-коричневі. Горло сірувате, нижня частина тіла світло-коричнева. Райдужки темні, дзьоб темно-роговий, лапи темно-коричневі. Виду не притаманний статевий диморфізм.

## Поширення і екологія
Бурі затоківки є ендеміками острова Біоко. Вони живуть на горі Піко-Базіле, в гірських тропічних лісах, високогірних чагарникових заростях і на пустищах, на висоті від 1900 до 2800 м над рівнем моря. Віддають перевагу заростям звіробою, шефлери, Pittosporum і Syzygium.

## Поведінка
Бурі затоківки харчуються комахами, плодами і насінням. Утворюють зграї з 3-5 птахів, іноді формують великі зграї до 30 птахів. Приєднуються до змішаних зграй птахів, в які також входять зелені принії, івуди і сизоголові бюльбюлі.

## Збереження
МСОП класифікує цей вид як вразливий. За оцінкою дослідників, популяція бурих затоківок складає 6000-12000 птахів.